# 卡苏伊楚普
卡苏伊楚普（直译：「極地黑暗之處」，格陵蘭語發音：[qaːsuitt͡sup̚]）是格陵蘭一個已撤销的市镇，2009年1月1日成立，2017年12月31日废置。截至2013年1月，人口為17,498人。行政中心为伊盧利薩特（曾名「雅各布港」）。
市镇由格陵蘭西部和北部的幾個前市镇合并而成。2018年1月1日起，卡蘇伊特薩普划分為阿万纳塔與凯凯塔利克兩個新的市镇。

## 地理
市镇位為格陵蘭北部，覆蓋面積為66萬平方公里，按面積計算是世界上最大的市镇，比法國還要稍大。
南側與凯卡塔市镇接壤。在東南面與塞梅索克市镇接壤，然而邊界按西經45度通過格陵蘭冰原。在東和東北方與東北格陵蘭國家公園接壤。
丹麥聲稱漢斯島是卡苏伊楚普（现今为阿万纳塔）的一部分，而加拿大視之為努納武特巴芬島的一部分。

## 語言
格陵蘭语西部方言西格陵兰语通行于西部和西北部海岸的城镇和定居点。Inuktun亦通行于卡納克镇上及周边地区。